# Muyezersky (huyện)
Huyện Muyezersky (tiếng Nga: ? райо́н) là một huyện hành chính tự quản (raion), của Cộng hòa Karelia, Nga. Huyện có diện tích 18295 km², dân số thời điểm ngày 1 tháng 1 năm 2000 là 17900 người. Trung tâm của huyện đóng ở Muezersky.